# Laura Benkarth
Laura Anna Benkarth (Friburgo in Brisgovia, 14 ottobre 1992) è una calciatrice tedesca, portiere dell'Olympique Lione e della nazionale tedesca.

## Statistiche

### Presenze e reti nei club
Statistiche aggiornate al 28 maggio 2023
| Stagione               | Squadra                | Campionato             | Campionato | Campionato | Coppe nazionali | Coppe nazionali | Coppe nazionali | Coppe continentali | Coppe continentali | Coppe continentali | Altre coppe | Altre coppe | Altre coppe | Totale | Totale |
| Stagione               | Squadra                | Comp                   | Pres       | Reti       | Comp            | Pres            | Reti            | Comp               | Pres               | Reti               | Comp        | Pres        | Reti        | Pres   | Reti   |
| ---------------------- | ---------------------- | ---------------------- | ---------- | ---------- | --------------- | --------------- | --------------- | ------------------ | ------------------ | ------------------ | ----------- | ----------- | ----------- | ------ | ------ |
| 2009-2010              | Friburgo               | BL                     | 1          | ?          | CG              | -               | -               | -                  | -                  | -                  | -           | -           | -           | 1      | ?      |
| 2010-2011              | Friburgo               | BL                     | ?          | ?          | CG              | -               | -               | -                  | -                  | -                  | -           | -           | -           | ?      | ?      |
| 2011-2012              | Friburgo               | BL                     | 13         | ?          | CG              | 2               | ?               | -                  | -                  | -                  | -           | -           | -           | 15     | ?      |
| 2012-2013              | Friburgo               | BL                     | 22         | ?          | CG              | 4               | ?               | -                  | -                  | -                  | -           | -           | -           | 26     | ?      |
| 2013-2014              | Friburgo               | BL                     | 22         | -42        | CG              | 4               | -2              | -                  | -                  | -                  | -           | -           | -           | 26     | -44    |
| 2014-2015              | Friburgo               | BL                     | 19         | -50        | CG              | 4               | -7              | -                  | -                  | -                  | -           | -           | -           | 23     | -57    |
| 2015-2016              | Friburgo               | BL                     | 21         | -22        | CG              | 4               | -2              | -                  | -                  | -                  | -           | -           | -           | 25     | -24    |
| 2016-2017              | Friburgo               | BL                     | 22         | -20        | CG              | 2               | -1              | -                  | -                  | -                  | -           | -           | -           | 24     | -21    |
| 2017-2018              | Friburgo               | BL                     | 15         | -10        | CG              | 2               | -5              | -                  | -                  | -                  | -           | -           | -           | 17     | -15    |
| Totale Friburgo        | Totale Friburgo        | Totale Friburgo        | 137        | -144+      | -               | 23              | -17+            | -                  | -                  | -                  | -           | -           | -           | 150    | -?     |
| 2018-2019              | Bayern Monaco          | BL                     | 3          | -1         | CG              | -               | -               | UWCL               | 2                  | -2                 | -           | -           | -           | 5      | -3     |
| 2019-2020              | Bayern Monaco          | BL                     | 17         | -10        | CG              | 1               | -3              | UWCL               | 3                  | -4                 | -           | -           | -           | 21     | -17    |
| 2020-2021              | Bayern Monaco          | BL                     | 20         | -4         | CG              | 3               | -3              | UWCL               | 8                  | -7                 | -           | -           | -           | 31     | -14    |
| 2021-2022              | Bayern Monaco          | BL                     | 9          | -7         | CG              | 1               | 0               | UWCL               | 4                  | -2                 | -           | -           | -           | 14     | -9     |
| 2022-2023              | Bayern Monaco          | BL                     | 2          | -1         | CG              | 0               | 0               | UWCL               | 0                  | 0                  | -           | -           | -           | 2      | -1     |
| Totale Bayern Monaco   | Totale Bayern Monaco   | Totale Bayern Monaco   | 51         | -23        | -               | 5               | -6              | -                  | 17                 | -15                | -           | -           | -           | 73     | -44    |
| 2023-2024              | Olympique Lione        | D1                     | 5          | -3         | CF              | 1               | -2              | UWCL               | 1                  | -2                 | SF          | 0           | 0           | 7      | -7     |
| 2024-2025              | Olympique Lione        | PL                     | 4          | -1         | CF              | -               | -               | UWCL               | 0                  | 0                  | -           | -           | -           | 4      | -1     |
| Totale Olympique Lione | Totale Olympique Lione | Totale Olympique Lione | 9          | -4         | -               | 1               | -2              | -                  | 1                  | -2                 | -           | 0           | 0           | 11     | -8     |
| Totale carriera        | Totale carriera        | Totale carriera        | 58         | -171+      | -               | 6               | -25+            | -                  | 18                 | -17                | -           | 0           | 0           | 233    | -205+  |

## Palmarès

### Club
- Campionato tedesco: 2

Bayern Monaco: 2020-2021, 2022-2023
- Supercoppa francese: 1

Olympique Lione: 2023

### Nazionale
- Campionato europeo femminile under 17 di calcio: 1

Campione: 2009
- Campionato mondiale femminile under 20 di calcio: 1

Campione: 2010
- Campionato europeo femminile di calcio: 1

Campione: 2013
- Oro olimpico: 1

Rio de Janeiro 2016

### Individuali
- Guanto d'oro: Campionato mondiale femminile under 20 di calcio 2012